# Station Toruń Zachodni
Station Toruń Zachodni is een spoorwegstation in de Poolse plaats Toruń.